# Paproć Mała
Paproć Mała – wieś w Polsce położona w województwie podlaskim, w powiecie zambrowskim, w gminie Szumowo.
W latach 1975–1998 miejscowość administracyjnie należała do województwa łomżyńskiego.
Wierni kościoła rzymskokatolickiego należą do parafii Najświętszej Maryi Panny Częstochowskiej w Szumowie.